# Fernando Ricksen
Fernando Ricksen (27. července 1976 Hoensbroek – 18. září 2019 Airdrie) byl nizozemský fotbalista, obránce a záložník. Zemřel na ALS.

## Fotbalová kariéra
Hrál za týmy Fortuna Sittard, AZ Alkmaar, Rangers FC a FK Zenit Sankt-Petěrburg. V sezóně 2007/08 vyhrál s FK Zenit Sankt-Petěrburg Pohár UEFA. V letech 2003 a 2005 získal mistrovský titul ve Skotsku s Glasgow Rangers a v roce 2007 v Rusku s FK Zenit Sankt-Petěrburg. V letech 2002 a 2003 vyhrál s Rangers skotský pohár. V Lize mistrů UEFA nastoupil v 11 utkáních, v kvalifikaci Ligy mistrů UEFA ve 13 utkáních a dal 2 góly a v Evropské lize UEFA nastoupil v 17 utkáních a dal 1 gól. Za nizozemskou reprezentaci nastoupil v letech 2000–2003 ve 12 utkáních. V sezóně 2004/05 byl ve Skotsku vyhlášen hráčskou asociací nejlepším fotbalistou roku.

## Ligová bilance
| Ročník                       | Zápasy | Góly | Klub                     |
| ---------------------------- | ------ | ---- | ------------------------ |
| 2. nizozemská liga 1993/94   | 2      | 0    | Fortuna Sittard          |
| 2. nizozemská liga 1994/95   | 30     | 2    | Fortuna Sittard          |
| 1. nizozemská liga 1995/96   | 28     | 1    | Fortuna Sittard          |
| 1. nizozemská liga 1996/97   | 34     | 4    | Fortuna Sittard          |
| 2. nizozemská liga 1997/98   | 32     | 1    | AZ Alkmaar               |
| 1. nizozemská liga 1998/99   | 31     | 0    | AZ Alkmaar               |
| 1. nizozemská liga 1999/00   | 29     | 9    | AZ Alkmaar               |
| Scottish Premiership 2000/01 | 27     | 1    | Rangers FC               |
| Scottish Premiership 2001/02 | 31     | 4    | Rangers FC               |
| Scottish Premiership 2002/03 | 35     | 3    | Rangers FC               |
| Scottish Premiership 2003/04 | 30     | 1    | Rangers FC               |
| Scottish Premiership 2004/05 | 38     | 4    | Rangers FC               |
| Scottish Premiership 2005/06 | 21     | 0    | Rangers FC               |
| 1. ruská liga 2006           | 14     | 2    | FK Zenit Sankt-Petěrburg |
| 1. ruská liga 2007           | 14     | 0    | FK Zenit Sankt-Petěrburg |
| 1. ruská liga 2008           | 8      | 0    | FK Zenit Sankt-Petěrburg |
| 1. ruská liga 2009           | -      | -    | FK Zenit Sankt-Petěrburg |
| 1. ruská liga 2010           | -      | -    | FK Zenit Sankt-Petěrburg |
| 2. nizozemská liga 2010/11   | 17     | 0    | Fortuna Sittard          |
| 2. nizozemská liga 2011/12   | 23     | 1    | Fortuna Sittard          |
| 2. nizozemská liga 2012/13   | 8      | 0    | Fortuna Sittard          |
| CELKEM 1. liga               | -      | -    |                          |